# Ulrich Unger
Ulrich Unger (Lipcse, 1930. december 10. – Münster, 2006. december 16.; kínai neve pinjin hangsúlyjelekkel: Wēng Yǒulǐ; magyar népszerű: Veng Ju-lu; hagyományos kínai: 翁有禮; egyszerűsített kínai: 翁有礼) német sinológus.

## Élete és munkássága
Ulrich Unger 1966-tól 1996-ig a Münsteri Egyetem oktatója volt. Kutatási területe az i. e. 5–3. századi, úgynevezett archaikus kínai nyelv hangtörténeti vizsgálata, amelynek keretében javította Bernhard Karlgren korábbi hangtani rekonstrukciós rendszerét. 1982-től 2002-ig a Hao-ku (好古) című sinológiai hírlevél (sinologische Rundbriefe) mintegy 75 számát szerkesztette. 1998-tól a klasszikus kínai nyelv német nyelvű szótárának (Wörterbuch des Klassischen Chinesisch) összeállítására vállalkozó projekt vezetője volt. Kidolgozott a klasszikus kínai nyelvre alkalmazható latin betűs átírási rendszert, amelyet „Unger-rebdszernek” neveznek.

## Főbb művei
- 好古 = Hao-ku: sinologische Rundbriefe, Münster, Nr. 1, 7. April 1982 - Nr. 75, 30. Januar 2002
- Einführung in das Klassische Chinesisch, Wiesbaden: Harrassowitz 1985 (2 Teile)
- Bronze des chinesischen Altertums. Auszüge aus d. Sachwörterbuch, Münster, 1988
- Glossar des Klassischen Chinesisch, Wiesbaden: Harrassowitz, 1989
- Rhetorik des Klassischen Chinesisch, Wiesbaden: Harrassowitz, 1994
- Grammatik des Klassischen Chinesisch
  - Bd. 1: Wort, Syntagma, 4., unveränd. Aufl., Münster, 1996
  - Bd. 2: Nominalsatz; 3., unveränd. Aufl., Münster, 1996
  - (Bisher sind neun Teile erschienen)
- Abriß der Literatur des chinesischen Altertums: prodesse aut delectare?. Scriptum einer im Wintersemester 1997/98 gehaltenen Vorlesung, Münster, 1998
- Grundbegriffe der altchinesischen Philosophie. Ein Wörterbuch für die Klassische Periode, Darmstadt: Wissenschaftliche Buchgesellschaft, 2000
- Kleine Schriften. Hg. von Hans Stumpfeldt und Martin Hanke, Gossenberg: Ostasien Verlag, 2009

## További Információk
- Die Freuden der Sinologie
- Pressemitteilung der Universität Münster anlässlich des Todes von Ulrich Unger[halott link]